# Episodi di Transplant (seconda stagione)
La seconda stagione della serie televisiva Transplant, composta da 13 episodi, è stata trasmessa in prima visione assoluta in Canada su CTV dal 3 gennaio al 5 aprile 2022.
In Italia la stagione è andata in onda su Sky Serie dal 27 settembre all'8 novembre 2022.
| nº | Titolo originale | Titolo italiano | Prima TV Canada  | Prima TV Italia   |
| -- | ---------------- | --------------- | ---------------- | ----------------- |
| 1  | Guardrail        | Episodio 1      | 3 gennaio 2022   | 27 settembre 2022 |
| 2  | Jasmine          | Episodio 2      | 10 gennaio 2022  | 27 settembre 2022 |
| 3  | Sever            | Episodio 3      | 24 gennaio 2022  | 4 ottobre 2022    |
| 4  | Contact          | Episodio 4      | 31 gennaio 2022  | 4 ottobre 2022    |
| 5  | Roads            | Episodio 5      | 7 febbraio 2022  | 11 ottobre 2022   |
| 6  | Liberty          | Episodio 6      | 14 febbraio 2022 | 11 ottobre 2022   |
| 7  | Control          | Episodio 7      | 21 febbraio 2022 | 18 ottobre 2022   |
| 8  | Scars            | Episodio 8      | 1º marzo 2022    | 18 ottobre 2022   |
| 9  | Between          | Episodio 9      | 8 marzo 2022     | 25 ottobre 2022   |
| 10 | Shadows          | Episodio 10     | 15 marzo 2022    | 25 ottobre 2022   |
| 11 | Locked           | Episodio 11     | 22 marzo 2022    | 1º novembre 2022  |
| 12 | Saviours         | Episodio 12     | 29 marzo 2022    | 1º novembre 2022  |
| 13 | Free for What    | Episodio 13     | 5 aprile 2022    | 8 novembre 2022   |

## Episodio 1
- Titolo originale: Guardrail
- Diretto da: Stefan Pleszczynski
- Scritto da: Mark Ellis e Stephanie Morgenstern

## Episodio 2
- Titolo originale: Jasmine
- Diretto da: Stefan Pleszczynski
- Scritto da: Joseph Kay

## Episodio 3
- Titolo originale: Sever
- Diretto da: Daniel Grou
- Scritto da: Adam Barken

## Episodio 4
- Titolo originale: Contact
- Diretto da: Daniel Grou
- Scritto da: Tamara Moulin

## Episodio 5
- Titolo originale: Roads
- Diretto da: Chloé Robichaud
- Scritto da: Anusree Roy

## Episodio 6
- Titolo originale: Liberty
- Diretto da: Chloé Robichaud
- Scritto da: Julie Puckrin

## Episodio 7
- Titolo originale: Control
- Diretto da: Bosede Williams
- Scritto da: Sami Khan

## Episodio 8
- Titolo originale: Scars
- Diretto da: Stefan Pleszczynski
- Scritto da: Carmine Pierre-Dufour

## Episodio 9
- Titolo originale: Between
- Diretto da: Kim Nguyen
- Scritto da: Tamara Moulin

## Episodio 10
- Titolo originale: Shadows
- Diretto da: Kim Nguyen
- Scritto da: Rachel Langer

## Episodio 11
- Titolo originale: Locked
- Diretto da: Stefan Pleszczynski
- Scritto da: Adam Barken

## Episodio 12
- Titolo originale: Saviours
- Diretto da: Stefan Pleszczynski
- Scritto da: Rachel Langer

## Episodio 13
- Titolo originale: Free for What
- Diretto da: Stefan Pleszczynski
- Scritto da: Joseph Kay